# Валфурва
Валфу̀рва (на италиански: Valfurva, на западноломбардски: Valfòrba, Валфорба) е община в Северна Италия, провинция Сондрио, регион Ломбардия. Разположено е на 1339 m надморска височина. Населението на общината е 2732 души (към 2010 г.).
Административен център на общината е село Сан Николо (San Niccolò).